# Miguel Sincelo y Confesor
Miguel Sincelo y Confesor vivió en los siglos VIII y IX d. C. X. Es un santo de la Iglesia ortodoxa.

## Vida
Miguel Sincelo nació en Jerusalén alrededor de 761. Se identifica en sus cartas como persa, lo que sugiere que tenía antepasados de origen persa. Desde muy joven se convirtió en un ávido lector. Tras la muerte de su padre repartió los bienes paternos, instaló a su madre y hermanas en un convento y hacia el año 786 se instaló en el monasterio de San Sava. Después de permanecer allí durante doce años, fue ordenado por Tomás I de Jerusalén el mayor. Sin embargo, él mismo volvió a la Lavra de su práctica. Debido a la fama que había adquirido por sus hazañas ascéticas y sus composiciones poéticas eclesiásticas, el Patriarca lo trasladó al monasterio de Spudaíon, convirtiéndolo en Sincelo. Cuando surgió la cuestión del Filioque, el Papa de Roma solicitó la ayuda de Tomás de Jerusalén para combatir esta herejía. Finalmente el Patriarca accedió a incluir a Miguel Sincelo en la misión a Roma. Al mismo tiempo, recibió la orden de detenerse en la capital bizantina para entregar cartas condenando la iconoclastia al emperador León V y Teodoto . El emperador, sin embargo, se enfureció por el contenido de las cartas y encarceló a los miembros de la misión ya Migfuel Sincelo. Miguel II, después de seis años de la detención de Michael, lo exilió al monasterio de Olimpo en Prusia. En 834, durante el reinado de Teófilo, fue llamado del exilio y encarcelado en la prisión de Praetorium En 842 fue finalmente liberado, y el Patriarca Metodio I lo restauró nombrandolo abad en el Monasterio de Chora . La Iglesia lo conmemora el 18 de diciembre, aunque falleció el 4 de enero.